# Rudolfinum (Prag)

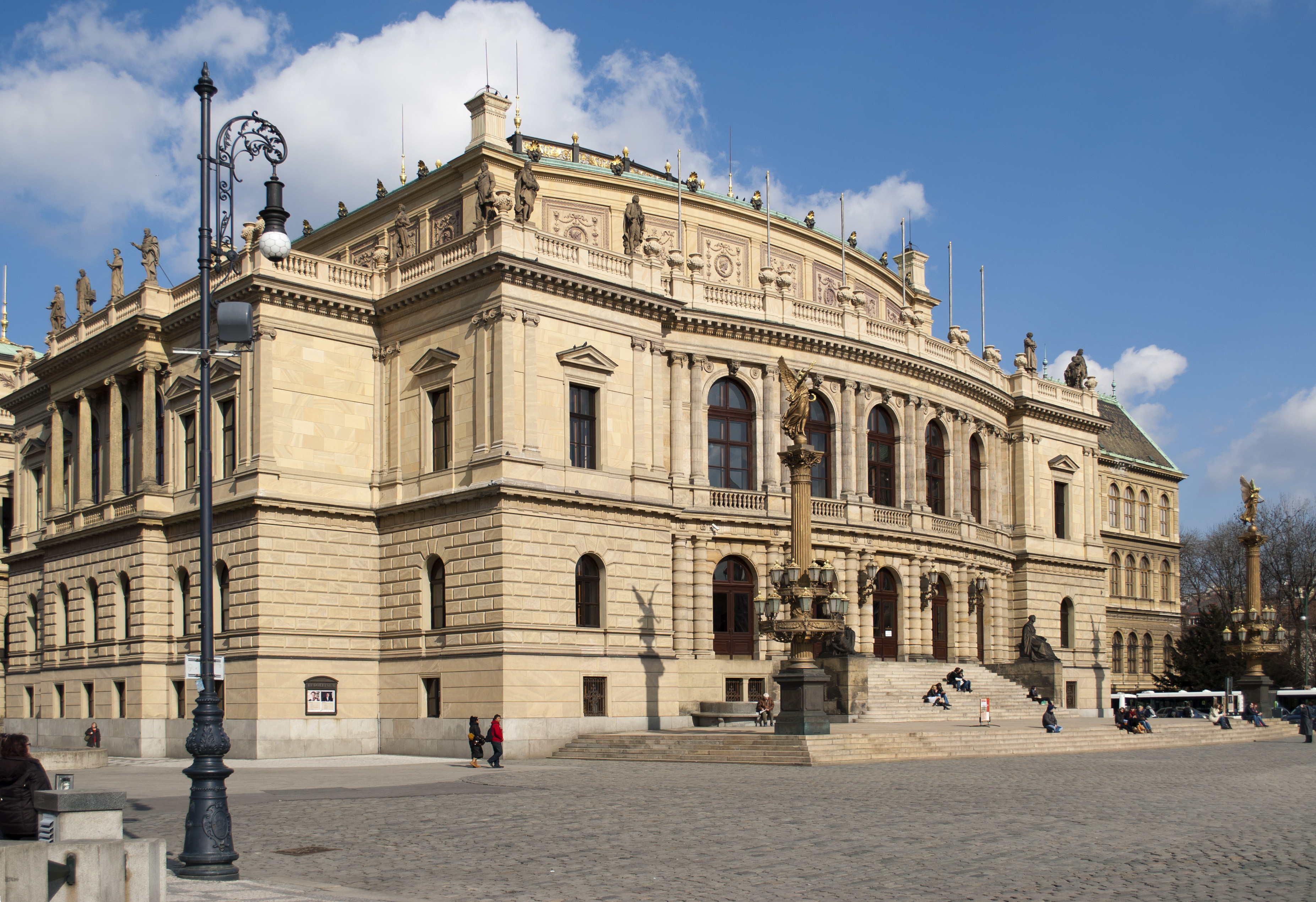
Das Rudolfinum in Prag

Das Rudolfinum (deutsch auch Rudolphinum) ist ein im Stil der Neorenaissance errichtetes Konzert- und Galeriegebäude am rechten Ufer der Moldau in der Prager Altstadt (Staré Město) in Prag. Das Gebäude gehört der Tschechischen Philharmonie, die hier ihren Sitz hat.

## Geschichte
Das herausragende Gebäude aus hellem Sandstein wurde im Auftrag der böhmischen Sparkassen von den beiden Architekten Josef Zítek und Josef Schulz in den Jahren 1876–1884 errichtet. Die gerundete Fassadengestaltung lehnte sich an die der Dresdner Semperoper an. Schirmherr war Kronprinz Rudolf. Nach ihm und seinem kunstliebenden Vorfahren Kaiser Rudolf II. wurde das Gebäude benannt. Es war von Anfang an als ein Haus der Künstler (Dům umělců) konzipiert und sollte der Pflege der Musik und der Bildenden Künste dienen.
In der neu gegründeten Tschechoslowakei wurde das Haus im Jahr 1920 zum Abgeordnetenhaus umgestaltet. Unter der deutschen Besatzung ab März 1939 wurde das Gebäude wieder zum Konzertsaal umfunktioniert. Anfänglich arbeiteten dabei nur tschechische Arbeiter, die, so erzählt man sich in Prag, bewusst statt der Statue von Felix Mendelssohn Bartholdy jene von Richard Wagner entfernten. Nachdem dieser „Irrtum“ aufflog, wurde der Rückbau durch deutsche Arbeiter fortgesetzt. Nach aktuellem Kenntnisstand ist diese Anekdote jedoch dem Roman Mendelssohn auf dem Dach von Jiří Weil entnommen und in der Realität so nie geschehen, da es zu keinem Zeitpunkt eine Statue von Wagner gab. 1942 entstanden im Rudolfinum Filmaufnahmen für den deutschen Spielfilm Reise in die Vergangenheit (1943).
Nach dem Zweiten Weltkrieg residierte in dem Haus nochmals kurz das tschechoslowakische Parlament. Seit 1946 dient das Gebäude aber wieder als Konzert- und Ausstellungsstätte. 1990 bis 1992 wurde das Gebäude restauriert.

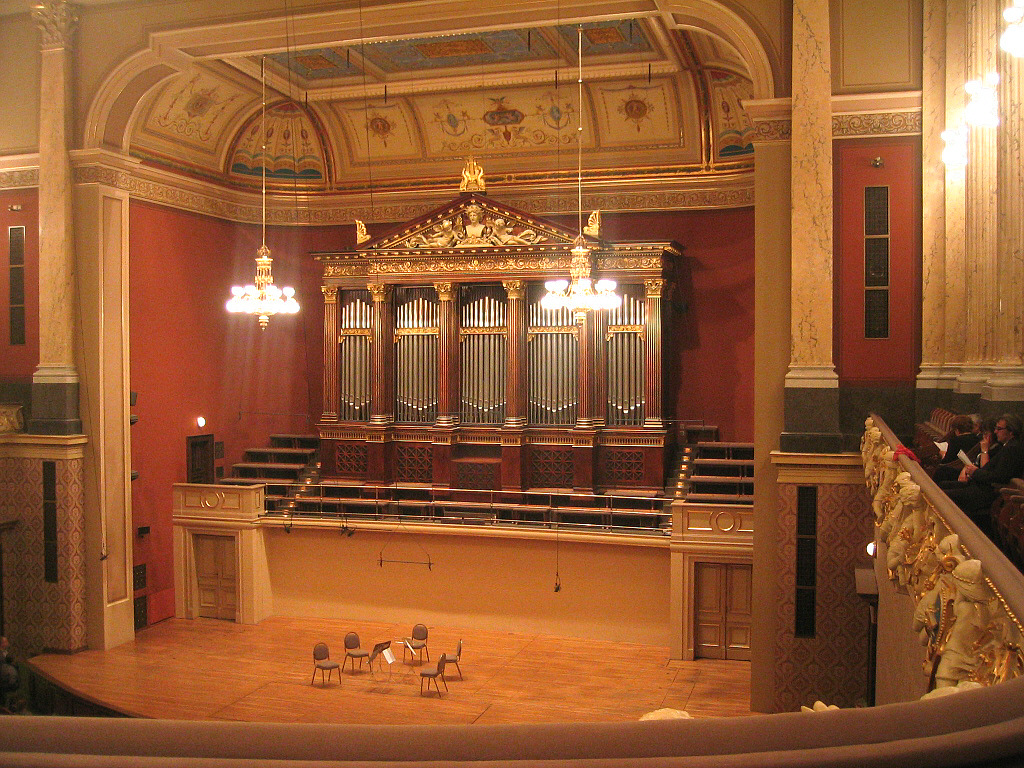
Der Dvořák-Saal

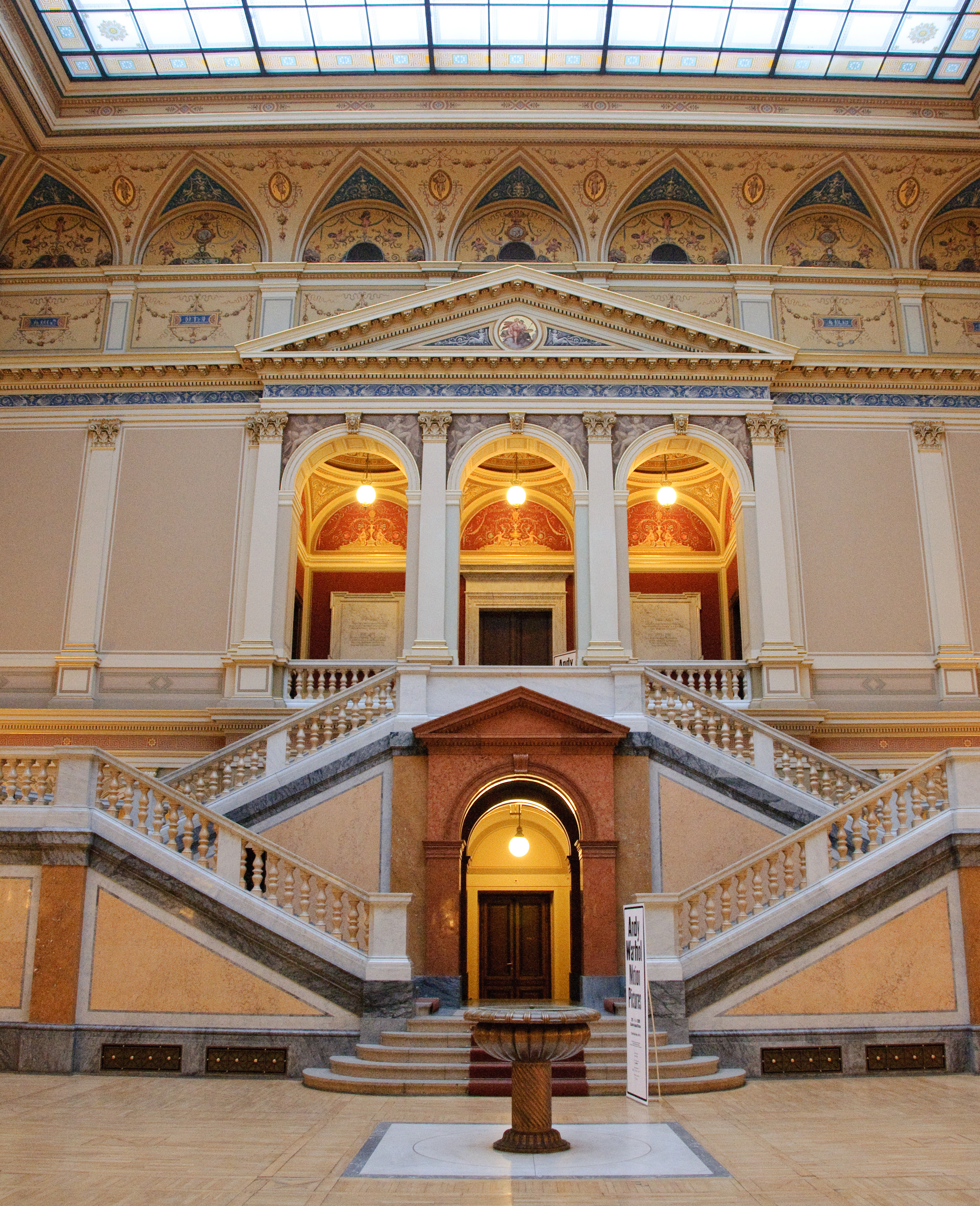
Eingangshalle

## Säle
Das Rudolfinum beherbergt drei Konzertsäle. In deren größtem, dem Dvořák-Saal, dirigierte Antonín Dvořák 1896 das erste Konzert der Tschechischen Philharmonie, des heute wichtigsten klassischen Prager Orchesters. Hier finden auch wichtige Konzerte des Musikfestivals Prager Frühling statt. Außerdem gibt es einen Suk-Saal und einen Kubelík-Saal.

## Galerie Rudolfinum
Daneben befindet sich auch eine bedeutende staatliche Kunstgalerie, die Galerie Rudolfinum, in dem Gebäudekomplex. Deren Schwerpunkt liegt hauptsächlich auf Ausstellungen zeitgenössischer Bildender Kunst und zu einem geringeren Maße auch auf der sogenannten Klassischen Moderne. Wichtige Ausstellungen waren unter anderem: František Drtikol – Photographer, Painter, Mystic (1998), Cindy Sherman: Retrospective (1998), Jürgen Klauke: Side Effect (1998), Czech Photography 1840–1950 (2004), Annelies Štrba (2005), Neo Rauch: Neue Rollen (2007), Uncertain States of America (2007–2008), Gottfried Helnwein: Angels Sleeping (2008).